# 민겸호
민겸호(閔謙鎬, 1838년 ~ 1882년 6월 10일)는 조선 시대의 문신이자 외척이다. 돈령부판사 민치구의 셋째 아들이며, 민승호의 친아우이다. 본관은 여흥이다.
여흥부대부인의 친동생이자 명성황후의 친척 오라버니이며, 흥선대원군의 처남이다. 고종의 외삼촌이다. 민영환(閔泳煥)·민영찬(閔泳瓚) 형제의 아버지였다. 형조판서, 이조판서, 어영대장, 병조판서, 판돈녕부사 등을 지냈으며 민씨 세도의 지도자였으며 선혜청 제조 겸 병조판서로 재직 중 1881년 4월 일본 육군소위 호리모도(堀本禮造)를 초빙해 신식군대인 별기군(別技軍)을 창설했다. 그러나 차별대우 받던 구식 군인의 급료 지급을 미루다가 14개월만에 지급했는데 모래섞인 쌀을 급여로 지급하여 군인들의 불만을 야기, 임오군란 때 난병에 의해 살해되었다. 자는 윤익(允益)이고 시호는 충숙공(忠肅公)이다.

## 생애

### 생애 초기
판돈령부사 민치구와 정경부인 전주이씨의 셋째 아들로 태어났다. 그의 누이 여흥부대부인은 종실 흥선군과 결혼했는데, 외조카 이명복(이재황)이 고종으로 즉위하면서 대원군으로 진봉되었다.
그 뒤 1865년 2월 음보로 동몽교관에 올랐다가 1866년 알성 문과에 장원으로 급제하였고, 1867년 4월 고종에 의해 특별히 부수찬에 제수되었고, 이후 응교 등 여러 벼슬을 거쳐 성균관대사성이 되었다. 1872년 이조참의가 되고 그해 말 가선대부로 승진 예조참판에 발탁되고 1873년 형조 참판이 되었다. 이때 명성황후가 흥선대원군을 권좌에서 축출하려 하자 그는 명성황후의 편에 서서 도왔다.

### 대원군 축출과 민씨 척족의 수령
1874년 11월 흥선대원군은 축출되었으나 곧 민승호가 일가족과 함께 폭탄에 의하여 죽은 뒤 민겸호는 민규호 등과 더불어 민씨 척족의 중심인물이 되었다. 이후 명성황후의 전폭적인 후원과 고종의 신임 하에 6조의 여러 판서를 거쳐 한성부좌윤, 홍문관부제학, 세자시강원 좌부빈객 등을 지내고 판의금부사로 승진했으며 그 뒤 지중추부사, 금위대장, 지삼군부사, 무위도통사(武衛都統使), 무위소제조(武衛所提調), 어영대장 등을 두루 역임하고 판돈녕부사가 되었다. 1880년 12월 새로운 정치기구로 통리기무아문이 설치되자 통리기무아문의 당상을 지냈고, 군무(軍務)·변정(邊政)·기연(譏沿)의 당상을 겸하였다.
80년 12월말 군무사 경리당상(軍務司經理堂上)이 되어 1881년 4월 일본 육군소위 호리모토(堀本禮造)를 연군교사(練軍敎師)로 초빙하여 신식 군대인 별기군(別技軍)을 창설하고 훈련을 주관하였다. 그 뒤 형조판서, 예조판서, 이조판서를 했고 선혜청 당상 겸 병조 판서를 지냈다.
이때 선혜청에서 군인들의 녹봉으로 지급된 쌀에 겨와 모래 등이 섞여서 파문이 되었고, 민겸호의 하인이 선혜청의 군료 지급 담당자였다. 그러나 사과나 책임자 처벌이 없자 군인들의 불만이 폭발하였다. 사태는 확산되어 1882년 6월 임오군란 이 발생하자 선혜청당상 겸 병조판서였던 그는 주동자인 김춘영(金春永) 등을 잡아 포도청으로 넘겨 형살(刑殺)시키려고 했다. 그러나 이 문제로 집을 습격당했으며, 난의 진상이 밝혀지자 파직되었다. 민겸호 외에도 그의 하인이 선혜청의 창고지기가 되어 횡령한 재물들도 있었고, 이것은 병사들의 분노를 촉발하게 된다.

### 임오군란
1882년 6월 9일 경영군이 시끄러웠다. 1873년 이래 대궐에서 사용되는 비용은 끝이 없었다. 호조나 혜청에 저축해 온 것 모두가 바닥나 경관의 월급도 제대로 지급하지 못했으며 5영 군사들도 자주 급식을 받지 못했다. 5영을 파하고 2영만 남겨두었는데 이때 쫓겨난 노약자들은 갈 곳이 없었다. 그래서 이들은 무력으로 난을 일으킬 것을 모의하였다. 이때까지 군사들에게 월급을 지급하지 않은 것이 6개월을 경과하였다. 때마침 호남 세선(세금을 받은 양곡을 실어 나르는 배) 수 척이 경창에 짐을 풀었는데 그는 그것으로 먼저 밀린 월급을 지급하라 지시했다.
그러나 혜청 당상 민겸호 집안의 하인이 혜청 창고지기가 되어 지출을 담당했었다. 그 하인은 겨를 섞어서 미곡을 지급하면서 개인적으로 많은 이익을 남겼는데 이것을 눈치 챈 사람들이 크게 노하여 그를 구타했다. 그러자 민겸호는 주동자를 잡아서 포도청에 가두고는 죽이겠다고 하자 여러 군인들은 원통하고 분함을 참지 못해 칼을 빼어서 땅을 치며 통곡했다.
| “ | 굶어죽는 것이나 법에 따라 처형당하는 것이나 죽는 것은 똑같다. 마땅히 죽일 놈은 죽여서 우리의 억울함을 풀겠다. | ” |

이들은 날을 정해 여러 사람이 한 곳에 모여서 크게 외친 후 곧바로 민겸호의 집을 점령했다. 그의 집 창고에는 진귀한 물건들이 가득 차 있었다.
| “ | 1전이라도 집어가는 자는 죽인다. | ” |

폭도로 변신한 군인들은 그런 후 빼앗은 재물들을 마당에 한꺼번에 쌓아놓고 불을 질렀다. 기름을 끼얹자 재물들은 활활 타올랐고, 성난 병사들이 쳐들어온다는 정보를 입수한 민겸호는 미리 가족들을 피신시킨 뒤 자신도 숨었다가 도피하였다.
매천 황현의 목격담에 의하면 '비단, 주옥, 패물들이 타 불꽃에서는 오색이 나타났고, 인삼, 녹용, 사향노루가 타면서 나오는 향기는 수리 밖에서도 맡을 수 있었다.'라고 진술하였다. 민겸호는 담장을 넘어 도망쳐 대궐에 숨었다.

### 최후
다시 복직, 그 뒤 강압적으로 진압시키려다 실패, 피신하던 중 민겸호는 한성부 도심에서 난병에 붙잡혔다. 6월 10일 전임 선혜청 당상인 지중추부사(知中樞府事) 김보현(金輔鉉)과 함께 포승줄에 묶여 궁중에 끌려갔다가 중희당(重熙堂) 아래에서 난병에 의해 칼로 살해되었다.
난병이 궁전으로 올라가 민겸호를 만나 그를 잡아끌자 민겸호는 당황했고 흥선대원군을 쳐다보며, "대감 나를 제발 살려주십시오."라고 호소하였다. 그러자 흥선대원군은 쓴웃음을 지으며 "내 어찌 대감을 살릴 수 있겠습니까"라고 말하였다. 흥선대원군의 말이 끝난 직후 민겸호는 계단으로 내동댕이쳐졌고 난병들은 계단 밑에서 민겸호를 죽이고 총칼로 시체를 난도질했다. 또 "중전마마는 어디 계시느냐"며 소리쳐 언사가 좋지 않았고, 처참한 광경은 계속되었다. 당시 그의 나이 44세였다.

### 사후
그의 시체는 김보현의 시체와 함께 한성부 궁궐 개천에 버려졌다. 그때 큰 비가 내려서 물에 개천이 가득찼으며 날씨까지 흐리고 더웠다. 매천 황현에 의하면 '이런 시기에 시체가 개천에 수일 동안 버려져 있었는데 살이 물에 불려서 하얗고 흐느적거렸는데, 고기를 썰어놓은 것 같기도 하고, 씻어 놓은 것 같기도 하였다고 한다.' 사람들은 탐욕스러운 자들의 말로라며 조롱했고, 어린아이들 조차 시신들을 쳐다보며 비웃었다. 시신은 한참 뒤에 수습되었다.
그해 8월 충숙공(忠肅公)의 시호가 내려졌고, 이듬해 6월 증 대광보국숭록대부 의정부 영의정에 추증되었다.

## 가족 관계
- 증조부 : 민백술(閔百述)
  - 조부 : 민단현(閔端顯)
    - 부친 : 민치구(閔致久, 1795년~1874년)
    - 모친 : 정경부인 전주이씨(? ~ 1873년 11월 17일, 통덕랑 이옥(李𪸛)의 딸. 경원군 이하전의 고모)
      - 누나 : 여흥부대부인(驪興府大夫人)
      - 매형 : 흥선대원군 이하응(興宣大院君 李昰應)
        - 생질 : 흥친왕 이재면(興親王 李載冕)
        - 생질 : 고종 이희(高宗 李熙)

      - 형 1: 민태호(閔泰鎬)(민진원의 5대손인 민태호(閔台鎬: 민영익의 생부)와는 동명이인)
      - 형 2: 민승호(閔升鎬, 1830년 ~ 1874년) - 11촌 아저씨인 민치록에게 입적됨.
      - 여동생 : 여흥민씨
      - 매제 : 심응택(沈應澤)
      - 부인 : 서경순(徐庚淳)의 딸
        - 아들 : 민영환(閔泳煥, 1861년 ~ 1905년) - 큰 형 민태호(閔泰鎬)에게 입적됨.
        - 자부 : 김명진(金明鎭, 안동김씨)의 딸, 박용훈(朴龍勳)의 딸
        - 차남 : 민영찬(閔泳瓚, 1874년 ~ 1948년)
        - 자부 : 한국인 강씨(姜氏), 중국인 호씨(胡氏)

## 같이 보기
| - 임오군란 - 갑오경장 - 명성황후 - 흥선대원군 - 고종 - 순종 - 흥친왕 - 민승호 - 민태호 - 민규호 - 민영목 | - 조영하 - 조성하 - 흥인군 - 갑신정변 - 박영효 - 민영휘 - 민영환 - 민영익 - 서재필 - 윤치호 - 홍영식 | - 별기군 - 윤웅렬 |

## 민겸호를 연기한 배우
- 송재호 - 1982년 KBS1 대하드라마 《풍운》
- 정호근 - 1990년 MBC 대하드라마 《조선왕조 오백년 - 대원군》
- 서영진 - 1995년~1996년 KBS1 대하드라마 《찬란한 여명》
- 김성환 - 2001년 KBS 대하드라마 《명성황후》
- 임호 - 2015년 KBS2 드라마 《장사의 신 - 객주 2015》

## 참고 문헌
- 국사편찬위원회, 고종시대사 1∼4(국사편찬위원회, 1970)
- 국사편찬위원회, 한국사 16 (국사편찬위원회, 1975)